# Szignáldetekciós elmélet
A szignáldetekciós elmélet azt jellemzi és számszerűsíti, hogy egy rendszer milyen mértékben képes megkülönböztetni információt hordozó mintázatokat (élő szervezetek esetén ezt ingernek, gépek esetén jelnek nevezzük) és random mintázatokat, amik az információ szempontjából zavaróak (ezt nevezzük zajnak).

## Történet
A szignáldetekciós elmélet első műveit radarkutatók hozták létre. Peterson, Birdsall és Fox már 1954-re lefektették a szignáldetekció elméleti alapjait, a hozzá kapcsolódó pszichológiai elméletet pedig csakugyan 1954-ben alkotta meg Wilson P. Tanner, David M. Green, és John A. Swets. Az elméletet 1966-ban John A. Swets és David M. Green pszichofizikai kontextusban használta. Green és Swets kritizálta a pszichofizika tradicionális módszereit, mert azok nem tudtak különbséget tenni a személyek valódi érzékenysége (szenzitivitása) és a (lehetséges) torzított válaszaik között.

## Elméleti alapok
Az elmélet szerint több dolog határozza meg, hogy a detektáló rendszer hogyan képes megkülönböztetni a célinformációkat a zavaró információktól, vagyis detektálni, ha adott eseményben megjelenik a releváns jel, ill. nem detektálni, ha nem jelenik meg. A releváns információk detektálásának hatékonysága függ a detektáló rendszerbe beérkező ingerek zajosságától (a jel és a zaj átfedésétől) és a detekciós rendszer detekciós küszöbétől, érzékenységétől, más néven kritériumától. Az elmélet megmutatja, hogy egy rendszer mennyire hatékony bizonyos jelek detektálásában e két tényező fényében.
A szignáldetekciós elméletet minden olyan helyzetre tudjuk alkalmazni, ahol egy adott eseményen belül az inger vagy jelen van, vagy nincs és a döntéshozónak (legyen az élő szervezet, vagy gép) kategorizálnia kell minden eseményt az alapján, hogy szerinte a releváns inger megjelenik-e benne, vagy sem. Így az eseményeket az arra adott válaszok alapján négy kategóriába tudjuk sorolni.
|                   | Válasz: inger nincs jelen | Válasz: inger jelen van |
| Inger jelen van   | kihagyás                  | találat                 |
| Inger nincs jelen | helyes elutasítás         | téves riasztás          |

Ezek alapján a válaszok alapján statisztikailag számszerűsített becsléseket tehetünk a döntéshozók szenzitivitására. A d’ és A’  szenzitivitási indexen és annak a különböző nemparaméteres indexeken (pl. ROC görbe alatti terület) kívül a választorzítás is mérhető olyan mutatókkal, mint a c, vagy a β.

## Jel-zaj viszony
A jel-zaj viszony megmutatja, hogy a döntéshozó észlelőrendszere számára mennyire megkülönböztethetőek a célingerek és a zavaró ingerek. Ha a célingerek (valódi jel) és a zavaró ingerek (zaj) eloszlása közel kerül egymáshoz, akkor a valódi jelek és a zajok nagyon hasonlóvá válnak. A jel és a zaj a döntéshozó észlelőrendszere számára nagyrészt egymást átfedő ingerekként fognak megjelenni, így az bizonyos ingererősség alatt nem fog tudni diszkriminálni a valódi ingerek és a zaj között. Ha a döntéshozónak erősebb, jobban diszkriminálható, vagyis a zajtól jobban elváló ingerekről kell döntenie, akkor a valódi jelek kiugróbbá válnak. Két, egymástól egységnyi távolságra lévő jel és zaj eloszlással rendelkező esemény közül az rendelkezik a döntéshozó számára kedvezőbb jel-zaj viszonnyal, amely esetén kisebb a zaj szórása, hiszen a kisebb szórás csökkenti a jel és a zaj eloszlások átfedésének mértékét.

## Diszkriminabilitási index (d')
A diszkriminabilitás (a jel és a zaj megkülönböztethetősége) függ a jel és a zaj elkülönültségétől és a zaj szórásától. A diszkriminabilitás jobbá tehető a jel és a zaj jobb elkülönítésével (erősebb jel), vagy a zaj szórásának csökkentésével (kevesebb zaj). Mindkét esetben a jel és a zaj átfedése csökken. A jel és zaj megkülönböztetésének leírásakor mindkettő tényezőt figyelembe kell vennünk, amihez az egyik széleskörűen használt formula a d’ index, vagy más néven d-prime:
d’ = jel és zaj elkülönültsége/zaj szórása
A d’ egy becslés a jel erősségére. Az index legnagyobb előnye, hogy ténylegesen a válaszadás jel-zaj arányból fakadó sajátosságait írja le, és a döntéshozó ún. belső válasz sajátosságait jellemzi vagyis nem függ a döntéshozó által használt kritériumtól.
A szakirodalomban a d’ diszkriminabilitási indexet szenzitivitási indexnek is szokták nevezni. Ez az elnevezés inkább akkor használatos, ha a döntéshozó érzékenységét próbáljuk megbecsülni a mutatóval. Ebben az esetben a döntéshozó találati és téves riasztás rátáját használjuk és a következőképpen számoljuk ki az indexet:
d’ = Z(találati arány) – Z(téves riasztás arány)
ahol a Z(p), p ∈ [0,1] az adott válaszok arányának sztenderdizált, dimenzió nélküli formája. Minél magasabb a d’, annál érzékenyebb a döntéshozó az ingerekre, és annál több találati aránya lesz.

## A kritérium szerepe
A válaszok arányát két fő tényező határozza meg. Az egyik paraméter a jel-zaj viszony, más néven a feladat nehézsége, vagyis hogy mennyire könnyen nyerhető ki az eseményből a fontos információ. Minél könnyebb a feladat, annál nagyobb a találatok és annál kisebb a téves riasztások aránya. A könnyű feladatban a jel/célinger és a zaj/zavaró inger jól elkülönül, nehéz feladatok esetében pedig a jel és a zaj nehezen megkülönböztethető. Az eseménynek ezt a tulajdonságát számszerűsíti a diszkriminációs index. A második paraméter a döntéshozó kritériuma. A kritérium a döntéshozó által meghúzott határ arra vonatkozóan, hogy az ingereknek milyen erősségűnek kell lenniük ahhoz, hogy a döntéshozó igennel válaszoljon, vagyis mennyire kell biztosnak lennie abban, hogy az inger tényleg jelen van.
Képzeljük el, hogy a döntéshozó alacsony kritériumot választ, vagyis majdnem minden ingerre igennel válaszol. Ha egy eseményen belül megjelenik a jel, akkor szinte mindig jelezni fog, és így nagyon nagy találati aránya lesz, ugyanakkor, ha mindenre igent mond, az nagyon megnöveli a téves riasztások számát is, így az alacsony kritériumnak, vagyis a megnövekedett találati aránynak nagy költségei lehetnek. Ellenben ha döntéshozó magas kritériumot választ, és majdnem mindenre nemmel válaszol, akkor nagyon kevés téves riasztása lesz, de találatainak száma is kisebb lesz.

## Választorzítás
A választorzítás a döntéshozó által használt kritériumban gyökerező tulajdonság. A választorzítás mértéke azt mutatja meg, hogy egy döntéshozó mennyivel hajlamosabb igen, mint nem válaszokat adni. Például ha a téves riasztások a kihagyásokhoz képest nagy költséggel járnak, akkor a döntéshozó alacsonyabb, más néven konzervatívabb kritériumot kell, hogy használjon, vagyis akkor működik megfelelően, ha kevésbé hajlamos igennel dönteni/hajlamos nemmel dönteni. A konzervatívabb kritérium így csökkenti a téves riasztások, de egyúttal a találatok arányát is és a válaszadási mintázatot a nem válaszok irányába torzítja el, növelve ezzel a helyes elutasítások és kihagyások arányát. Ezzel ellentétben ha a kihagyások járnak nagyobb költséggel (pl. ha egy radar nem detektál egy bombázót), akkor a döntéshozó ideális esetben liberálisabb kritériumot választ, ami választorzítást eredményez az igen válaszok irányába, így megnöveli a találatok és a téves riasztások arányát.

## Pszichológiai felhasználás
Amikor az emberre mint detektáló rendszerre tekintünk, annak tapasztalatai, elvárásai, pszichológiai állapotai (pl. kimerültsége), és sok más faktor befolyásolni fogja a rendszer küszöbét. Például egy őr háborús helyzetben gyengébb jeleket is detektál, így akár ártalmatlan ingereket is veszélyként fog jelezni, mint ugyanez az őr békeidőkben, mivel utóbbi esetben gyengébb kritériumot használ.
A szignáldetekciós elméletet leggyakrabban akkor használják a pszichológiában, ha azt akarják vizsgálni, hogyan hozunk döntéseket bizonyos helyzetekben, például hogyan észleljük a távolságokat ködös időben. Az elmélet feltételezi, hogy az ember nem csupán passzív befogadója a kívülről jövő információknak, hanem egy aktív döntéshozó, aki bonyolult ítéleteket hoz a bizonytalan helyzetben szerzett észleletekről, mindezt úgy, hogy figyelembe veszi a környezeti ingerek sajátosságait, és ezek alapján egy lehetőleg optimális döntési kritériumot alakít ki. Ködös időben a döntési kritérium például azt határozza meg, hogy mennyire erős jel esetén milyen eséllyel nyomjuk be az autó fékét.
Az elmélet használható memóriakísérletekben, ahol a tanulási fázisban különböző elemeket mutatnak be későbbi felidézés céljából. A tesztfázisban a tanuláskor bemutatott elemek (célelemek) mellett újakat is bemutatnak (zavaró elemek). A vizsgálati személy kétféle választ adhat a bemutatott elemekre: „igen, jelen volt a megtanult listában”, nem, nem volt jelen a megtanult listában”. A lehetséges válaszok ebben a helyzetben a következőképpen néznek ki:
|                                  | Válasz: nem, nem volt jelen | Választ: igen, jelen volt |
| Célinger (jelen volt a listában) | kihagyás                    | találat                   |
| Zavaró inger (nem volt jelen)    | helyes elutasítás           | téves riasztás            |

Alapvetően elmondható, hogy ha ilyen jellegű kísérleti adatok értelmezésekor nemcsak a helyes válaszok (találatok), hanem a téves riasztások számát, ill. a válaszadási mintázatból számolt indexeket is figyelembe vesszük, akkor egy jóval részletesebb képet kapunk a vizsgált pszichológiai jelenségről.